# Jomsborg studenterkollektiv
Jomsborg studenterkollektiv er et bofællesskab på indre Frederiksberg, med 19 beboere. Formodentlig Danmarks ældste, endnu eksisterende kollektivt styrede kollegium. 
Grundlagt år 1900 af kunstmaleren Troels Trier, der sammen med tre venner flyttede ind i en lejlighed på Blågårdsgade.
Kokkepigen Signe Holmer fulgte med fra Vallekilde Højskole, hvor Troels' far Ernst Trier havde været forstander, og snart udviklede der sig et pensionat, hvor andre studerende betalte for at spise med. 
Navnet Jomsborg kommer af at der oprindeligt kun var mandlige beboere.
Jomsborg flyttede til sin nuværende beliggenhed på Lykkesholms Allé i 1944. I forbindelse hermed stiftedes Studenterkollegiet Jomsborg, det selskab der ejer bygningerne. 
En gennemgribende modernisering af ejendommen fandt sted i 60'erne, i forbindelse med erhvervelsen af baghuset, en lager- og erhvervsejendom der også indrettedes til værelser. Fra først i 70'erne optog man kvindelige beboere, og efter man opsagde den sidste kokkepige/økonoma forestod beboerne selv såvel administration af som alt praktisk arbejde i husholdningen.

## Ekstern henvisning
- https://jomsborg.wordpress.com/

|  | Denne artikel om en bygning eller et bygningsværk kan blive bedre, hvis der indsættes et (bedre) billede. Du kan hjælpe ved at afsøge Wikimedia Commons for et passende billede eller lægge et op på Wikimedia Commons med en af de tilladte licenser og indsætte det i artiklen. |

55°40′36.4″N 12°32′53″Ø / 55.676778°N 12.54806°Ø